# Aphenochiton inconspicuus
Aphenochiton inconspicuus är en insektsart som först beskrevs av William Miles Maskell 1892.  Aphenochiton inconspicuus ingår i släktet Aphenochiton och familjen skålsköldlöss. Inga underarter finns listade i Catalogue of Life.